# Curt Harnett
Curtis Harnett (Toronto, 14 mei 1965) is een Canadees voormalig baanwielrenner. Hoewel Harnett gespecialiseerd was op de baan, werd hij in 1992 Canadees kampioen tijdrijden op de weg.

## Carrière
Harnett deed tussen 1984 en 1996 viermaal mee aan de Olympische Zomerspelen; in 1984 (Los Angeles) won hij de zilveren medaille op de 1km tijdrit en in 1992 (Barcelona) en 1996 (Atlanta) brons op de sprint. Na de spelen van 1996 stopte hij met wielrennen, en werd commentator voor de Canadese tv. In 2006 werd hij opgenomen in de Canadian Olympic Hall of Fame.

## Belangrijkste overwinningen

### Baanwielrennen
1984
 1 kilometer tijdrit op de Olympische Spelen
1987
 1 kilometer tijdrit op de Pan-Amerikaanse Spelen
 Sprint op de Pan-Amerikaanse Spelen
1990
 Sprint op de Gemenebestspelen
1992
 Sprint op de Olympische Spelen
1995
 Canadees kampioen sprint, Beloften
 Wereldkampioenschap sprint, Elite
1996
 Sprint op de Olympische Spelen

### Wegwielrennen
1992
- Canadees kampioen tijdrijden, Elite

Cattaneo · Chassot · Coudray · Daelmans · De Roose · Dierckxsens · Harnett · Hashikawa · Herygers · Hirs · Ja. Jolidon · Jo. Jolidon · Powell · Rubio · Šimůnek · Van Luchem · Way · Willemsens · Claeys (stagiair) · Vanconingsloo (stagiair) · Wuyts (stagiair)   